# Merapioidus
Merapioidus là một chi ruồi trong họ Syrphidae.